# Convocações para a Copa do Mundo de Futebol Feminino de 2011
Este artigo lista os convocados para a Copa do Mundo de Futebol Feminino de 2011 competição que será realizada no Alemanha, entre 26 de junho e 17 de julho de 2011.

## Participantes
- Nota: a relação dos convocados está em ordem numérica da numeração das camisas.